# Sudiebnik Iwana III
Sudiebnik Iwana III – zbiór praw, wprowadzony w państwie rosyjskim w 1497 roku na zlecenie Iwana III.

## Powstanie
W czasie walk z Tatarami Wielkie Księstwo Moskiewskie podjęło próbę zjednoczenia ziem ruskich, tworząc potężny ośrodek polityczny nazywany Trzecim Rzymem. Jednym z przejawów jednoczenia była potrzeba wprowadzenia zunifikowanego prawa.

## Rozwiązania szczególne
Sudiebnik był zbiorem praw ogólnorosyjskich, regulując organizację sądów, postępowanie sądowe oraz w mniejszym zakresie prawo materialne prywatne i karne. Bazował po części na postanowieniach Ruskiej Prawdy i Nowogrodzkiej Sudnej Gramoty, po części zawierał oryginalne rozwiązania.

## Znaczenie
Sudiebnik ten miał na celu zjednoczenie i scentralizowanie aparatu władzy. Był dość szeroko krytykowany przez bojarów, którzy zarzucali mu umacnianie władzy monarszej.
W 1550 roku na żądanie cara Iwana IV został wydany nowy zbiór pod nazwą „Carski Sudiebnik” zawierający 100 art. i nowe postanowienia dotyczące sądownictwa i procesu.